# Verdichtungsverhältnis
Als Verdichtungsverhältnis {\displaystyle \varepsilon } bezeichnet man bei Kolbenmotoren das Verhältnis des gesamten Zylinderraumes vor der Verdichtung (Gesamtvolumen) zum verbliebenen Raum nach der Verdichtung (Restvolumen).

Das Verdichtungsverhältnis darf nicht mit dem Druckverhältnis von Umgebungsdruck zu Kompressionsdruck verwechselt werden. Da mit der Kompression auch die Temperatur steigt, bedeutet ein geometrisches Verdichtungsverhältnis von z. B. 10:1, dass der Druck der eingebrachten Luft auf deutlich mehr als das Zehnfache steigt.
Bei Motoren mit Atkinson- oder Miller-Kreisprozess kann nicht der maximale Zylinderraum als Berechnungsbasis herangezogen werden, weil in der Regel die Einlassventile früher schließen und somit die Zylinderfüllung vorzeitig (vor dem unteren Totpunkt) abgeschlossen wird.
Das Verdichtungsverhältnis kann berechnet werden mit der Formel:
{\displaystyle \varepsilon ={\frac {V_{h}+V_{k}}{V_{k}}}=1+{\frac {V_{h}}{V_{k}}}}
mit
{\displaystyle V_{h}} = Hubraum (Hubvolumen = Kolbenhub · Kolbenquerschnittsfläche)
{\displaystyle V_{k}} = Kompressionsvolumen (Restvolumen)
{\displaystyle V_{h}+V_{k}} = Summe aus Hubraum und Kompressionsvolumen (Gesamtvolumen)
Diese Formel entspricht der Definition in DIN 1940. Dort ist der Verbrennungsraum als „allseitig vom Arbeitszylinder und Zylinderdeckel und dem oder den Kolben umschlossene Raum. ... Der Verbrennungsraum ändert seine Größe während des Arbeitspieles“ und der Verdichtungsraum {\displaystyle V_{c}} als „Kleinstwert des Verbrennungsraumes“ definiert.

## Geschichte
Das Verdichtungsverhältnis wurde im Laufe der Entwicklung von Verbrennungsmotoren immer weiter gesteigert. So betrug es beim Mercedes-Knight (1910–1916) anfangs nur 4:1. Im Jahr 1912 wurde es auf 4,6:1 und 1916 auf 5:1 erhöht. 1928 lag es beim Modell 27/170/225 PS bei 6,2:1. Beim Typ SSKL (1929–1932) erreichte man 7:1. Auf Zuverlässigkeit und geringe Belastung optimierte Flugmotoren mit AVGAS liefen früher oft mit nur 7:1.
Bei den Motoren M116/M117, die ebenfalls von Mercedes-Benz stammen, lag es bis zum Herbst 1987 bei 9:1. Danach wurde eine elektronische Klopfregelung eingeführt und man erreichte 10:1. Bei aktuellen Motoren wie beispielsweise dem 4,2-l-V8-FSI von Audi ist die Verdichtung 12,5:1.
Die allmähliche Steigerung der Verdichtung lag lange vor allem an der Kraftstoffrezeptur. Heute sind Oktanzahlen bis 102 ROZ an der Tankstelle verfügbar. Ältere Motoren haben tendenziell niedrigere Anforderungen an die Kraftstoffqualität, da diese noch nicht so hoch war, als sie entwickelt wurden. Auch die Gestalt des Brennraums und des Ansaugtrakts trägt zum Oktanzahlbedarf bei. Harry Ricardo erforschte in den 1920er Jahren den Verbrennungsablauf in Motoren und entwickelte den Ricardo-Kopf, bei dem der Kolben im oberen Totpunkt einen Teil des Zylinderkopfes fast berührt, um die Oberfläche des Brennraums zu verringern.
Ottomotoren mit für ihre Produktionszeit ungewöhnlich hoher Verdichtung sind etwa der „Mitteldruck-Motor“ des Audi F 103 von 1965 mit einer Verdichtung von 11,2:1 und der 1,3-l-Motor mit 55 kW des VW Polo von 1982 mit einer Verdichtung von 11:1, der 98-ROZ-Benzin benötigt. Gemeinsam sind diesen Motoren kompakte Brennräume mit Quetschkanten, beim Audi im Kolben (Heron-Brennraum) und Ansaugkanäle, die der Strömung auf Kosten einer geringeren Füllung einen Drall mitgeben. Bei straßenzugelassenen Serien-Motorrädern werden heute Verdichtungen bis 13:1 eingesetzt.
Aufgeladene Motoren haben ein niedrigeres geometrisches Verdichtungsverhältnis als Saugmotoren. Ein Beispiel ist der Mehrfachsternmotor R-2600 von Curtiss-Wright, der nur mit 6,9:1 verdichtet ist und Flugbenzin mit 100 Oktan benötigt. Er ist mit einem Radialkompressor aufgeladen. Auch die turbogeladenen Motoren des BMW 2002 turbo und des Porsche 930 haben mit 6,9:1 und 6,5:1 geringe Verdichtungsverhältnisse. Sie sind auf Leistung und nicht auf Effizienz getrimmt.
Eine Bedingung für heutige hohe Verdichtungsverhältnisse ist die Direkteinspritzung und die Verwendung von Klopfsensoren. Der Zeitpunkt und die Menge der Treibstoffzugabe wird hier exakt gesteuert, womit eine vorzeitige Zündung – und somit ein Klopfen – verhindert werden kann.
Auch die Wassereinspritzung, welche heute zur Effizienzsteigerung wieder vermehrt erforscht wird, gilt als probates Mittel, die Verdichtung und somit die Expansionsrate zu erhöhen.

## Technik
Das Verdichtungsverhältnis von nicht aufgeladenen Ottomotoren liegt heute bei 10:1 bis 14:1. Aufgeladene Motoren sind niedriger verdichtet. Der maximale Verdichtungsdruck liegt treibstoffbedingt bei 25 bis 30 bar.
Bei Dieselmotoren ohne Aufladung liegt die Verdichtung bei etwa 19:1 bis 23:1. Aufgeladene Dieselmotoren sind etwa 14:1 bis 16:1 verdichtet. Der maximale Verdichtungsdruck liegt treibstoffbedingt bei 50 bis 60 bar.
Bei höherem Verdichtungsverhältnis (genauer: Expansionsverhältnis) ist auch der thermische Wirkungsgrad höher. Beim idealen Otto-Kreisprozess ergibt sich der Wirkungsgrad {\displaystyle \eta } mit der Verdichtung {\displaystyle \varepsilon } und dem Adiabatenexponenten {\displaystyle \varkappa }. Luft im unteren Temperaturbereich beim Verdichten hat etwa den Wert von 1,4 und Brenngas im oberen Temperaturbereich beim Expandieren etwa 1,3. Bei Kreisprozessberechnungen hat der Arbeitstakt (Expandieren) den größten Einfluss. Die Wirkungsgradberechnung für den Gleichraumprozess eines zehn zu eins verdichteten Saugmotors lautet also:
{\displaystyle \eta _{\text{th, Otto}}=1-{\frac {1}{\varepsilon ^{\varkappa -1}}}=1-{\frac {1}{10^{\,0{,}3}}}}
Beim Ottomotor nimmt die Klopfneigung mit der Verdichtung zu. Klopfen kann durch Benzin mit höherer Oktanzahl und durch Verstellen der Zündung nach spät verhindert werden. Moderne Motoren haben Klopfsensoren, die aufkommendes Klopfen erkennen. Sie können den Zündzeitpunkt an die Benzinqualität und an die Motoreigenschaften anpassen.
Einfluss auf die Klopfneigung hat auch die Brennraumform und die Kühlung. Klopfmindernd wirkt auch die Zündung mit zwei oder mehr Kerzen. Die vorzeitige (vor dem oberen Totpunkt) Direkteinspritzung senkt die Verdichtungstemperatur durch Treibstoffverdampfung. Die nachträgliche (nach dem oberen Totpunkt) Einspritzung während der Expansionsphase senkt die maximale Verbrennungstemperatur. Auch Wassereinspritzung senkt die Maximaltemperatur im Brennraum effektiv. Sie kann leistungssteigernd und effizienzsteigernd eingesetzt werden.

## Erhöhung der Verdichtung
Mit der Dicke der Zylinderkopfdichtung kann in geringem Maße Einfluss auf das Verdichtungsverhältnis genommen werden. Weiterhin wird bei dem im Rahmen einer Überholung notwendigen Planschleifen des Zylinderkopfes teilweise mehr Material abgenommen, um die Verdichtung und damit den Wirkungsgrad geringfügig zu erhöhen.
Bei erhöhter Verdichtung ist gegebenenfalls der Zündzeitpunkt zu korrigieren, da das Gemisch im kleineren Verdichtungsraum erst später gezündet werden kann, um Klopfen zu vermeiden.